# Карунін Геннадій Лаврентійович
Геннадій Лаврентійович Карунін (8 січня 1958, село Урюм, тепер Тетюського району, Татарстан, Російська Федерація) — радянський військовий політпрацівник, заступник командира полку із політичної частини. Член ЦК КПРС у 1990—1991 роках.

## Життєпис
Член КПРС з 1977 року.
У 1979 році закінчив Ризьке вище військово-політичне училище.
У 1979—1989 роках — заступник командира групи із політичної частини; помічник начальника політичного відділу; старший інструктор політичного відділу із комсомольської роботи; пропагандист полку; пропагандист політичного відділу.
У 1989—1991 роках — заступник командира полку із політичної частини.
Подальша доля невідома.

## Військове звання
- підполковник